# Обращение в индуизм
Современный взгляд на обращение в индуизм сформировался в результате упадка кастовой системы в сочетании с влиянием древних идей индуистской религии. В то время как одни приверженцы индуизма считают, что индуистом можно только родиться, — другие верят в то, что любой, кто следует индуистским верованиям и практикам, является индуистом.[страница не указана 2485 дней]

## Юридическое определение последователя индуизма
Религиовед С. И. Иваненко в своей книге «Вайшнавская традиция в России» отметив, что распространён тезис о том, что индийцы не согласны признавать индуистами людей иного этнического происхождения, в то же время утверждает, что в нормах самого индуизма как религиозной системы, так и в светском индийском законодательстве нет установлений, увязывающих принадлежность к индуизму с этническими критериями[страница не указана 2485 дней].
В качестве доказательства он приводит юридическое определение индуизма, данное Верховным Судом Индии в 1966 году, которое с уточнениями, внесёнными 2 июля 1995 года, включает 7 основных признаков:[страница не указана 2485 дней]
1. «почтительное отношение к Ведам как к высшему авторитету в религиозных и философских вопросах»;
2. наличие духа терпимости по отношению к иной точке зрения, вытекающей из признания того, что истина многогранна;
3. признание космического «великого мирового ритма» — огромных периодов творения, сохранения и разрушения Вселенной, следующих один за другим в бесконечной последовательности, представление о котором разделяют все шесть основных систем индуистской философии;
4. вера в перерождение (реинкарнацию) и предыдущее существование души (индивидуальной духовной сущности);
5. признание того, что освобождение (из «колеса перевоплощений») достижимо различными путями;
6. осознание в качестве «равноправных» возможностей «идолопоклонства и отрицания почитания зримого образа богов»;
7. понимание того, что, в отличие от других религий, индуизм не связан с признанием определённого набора философских постулатов.

Иваненко подчёркивает, что ни в признаки самого индуизма, ни в перечень критериев, которым должен соответствовать последователь индуизма, Верховный Суд Индии не включил никаких национально-этнических критериев, и проводит цитату из решения Верховный Суд Индии от 2 июля 1995 года признавшего, что: «Тот, кто с поклонением принимает Веды, принимает то, что освобождения можно достичь различными способами, признает ту истину, что можно поклоняться различным богам, что является отличительными особенностями индуистской религии, может быть назван индусом»[страница не указана 2485 дней].

## Прозелитизм и обращение в индуизм
Прозелитизм исторически характерен для индуизма, согласно его распространению в странах Юго-Восточной Азии, с 1 по 5 в. н. э.
В современном индуизме (в особенности в неоиндуистских течениях) обращение является распространённым явлением. На раннем периоде развития индуизма не существовало других религий, которые составляли бы конкуренцию,[страница не указана 2485 дней] и индуисты принимали всех за последователей санатана-дхармы[страница не указана 2485 дней]. Хотя есть и примеры следования индуизму переселенцев в Индию. Поэтому необходимости обращать кого-то в индуизм просто не существовало[страница не указана 2485 дней] Так, Гелиодор — греческий посол индо-греческого царя Антиалкида, установивший предположительно в 113 году до н. э. в центральной Индии в Видише колонну Гелиодора, был, согласно надписи на ней, бхагаватой, одним из греков, обратившихся в вишнуизм.
С приходом наследственного кастового деления индийского общества в послеведический период, обращение в индуизм стало очень проблематичным. В наследственной кастовой системе положение человека в обществе в основном определялось рождением, поэтому обращение кого-то в индуизм было возможным только по праву рождения. Хотя, нужно заметить, что кастовая система всё же допускала ассимиляцию в индуизм мигрирующих групп по прошествии нескольких поколений.
Современный взгляд на обращение в индуизм сформировался в результате упадка кастовой системы в сочетании с влиянием древних идей санатана-дхармы. В то время как одни приверженцы индуизма считают, что индуистом можно только родиться, — другие верят в то, что любой, кто следует индуистским верованиям и практикам, является индуистом. Некоторые индуисты в той или иной мере разделяют обе точки зрения.[страница не указана 2485 дней]
Индуисты, проживающие за пределами Индии, как правило легко принимают желающих обратиться в индуизм. В самой Индии обращение в индуизм также становится всё более и более обыденным. Переход в индуизм стал набирать темпы также по причине усиления индуистских реформаторских движений. В частности, переход индийцев обратно в индуизм не представляет проблемы, так как многие индуисты верят в то, что перейти из индуизма в другую религию просто невозможно. Также считается вполне приемлемым обращение в индуизм одного из партнёров в супружеской паре, которому таким образом даётся полная возможность участвовать в индуистской религиозной и культурной жизни.
Индуистский санньясин Свами Бхаскаранда Сарасвати указывал, что формального обряда обращения в индуизм не существует, хотя во многих традициях ритуал, называемый «дикша» («духовное посвящение», «инициация»), знаменует начало духовной жизни после обращения в индуизм, а ритуал, называемый «шуддхи» («очищение») проводится при возвращении индийцев обратно в индуизм из другой религии. Большинство течений в индуизме не являются проповедническими и не стремятся обращать кого-то. Некоторые из них верят в то, что достичь совершенства в духовной жизни можно практикуя любую религию, при условии что эта практика осуществляется искренне.
Проповедническими являются такие течения, как «Общество веданты», «Арья самадж», «Общество Рамакришны», «Арша видья питам», «Общество божественной жизни», «Международная миссия веданты», «Рамана ашрам», и Гаудия-вайшнавизм (к которому принадлежит Международное общество сознания Кришны). В общем, понятие религиозной свободы для индуиста прежде всего зиждется на праве сохранить свою религию.[страница не указана 2485 дней]
В энциклопедии «Индийская философия» утверждается:
Классическая практика индуизма не предполагает посвятительных обрядов, переход в индуизм тех, кто по рождению не хинду, всегда был явлением исключительным. Только с развитием реформированного индуизма в конце XIX — начале XX в. и с популяризацией его за пределами традиционных индуистских регионов Южной и Юго-Восточной Азии и Африки приобщение к индуизму перестало ограничиваться этнической принадлежностью и всё больше людей стали называть себя хинду в США, Канаде, Великобритании, в других странах Европы и Америки. Одной из существенных черт неоиндуизма является его „экспорт“ в другие страны, чему способствовала деятельность таких религиозных объединений, как Международное общество сознания Кришны и Фонд Раджниша.

## Индуистские первоисточники о миссионерстве и обращении в индуизм
«Мы, риши, проповедуем эти Божественные Слова [Веды] и Брахманам, и Кшатриям, и Вайшьям и Шудрам, и местным, и чужакам». (Яджурведа 26.2)
«Желающему достичь непоколебимой обители в мире Брахмы. Да будет вас много, да распространятся Веды!» (Шантипарва 329.44)
«„С горы на равнину мы хотим идти, великий муни, для распространения Вед, если тебе угодно, владыка“. Слово учеников услышав, владыка, сын Парашары, в ответ сказал слово, способствующее закону, пользе, благу: „Вы можете идти на землю или в мир богов, как вам угодно, не будьте же нерадивы, спешите возвещать слово Брамы“». (Шантипарва 330.4-6)
«Даже извергнутый из варны или женщина, если они стремятся к долгу (дхарме), оба такой дорогой на запредельный путь вступают». (Шантипарва 240.34)
«Кто этому постоянно внимает и всегда распространяет это… Кто это ясное слово великого риши… благоговейно примет, тот умиротворения достигнет». (Шантипарва 342.116-122)
«У брахмана, рожденного в этой стране, пусть все люди на земле изучают свой образ жизни». (Ману-смрити 2.20)